# Гримсвётн
Гримсвётн, встречается также написание Гримсвотн (исл. Grímsvötn, от grims — мрачные, vötn — воды) — подлёдный вулкан на юго-востоке Исландии. Высота вулкана составляет около 970 м, по другим данным 1725 м. Длина кратера сильно меняется в ходе извержений. В 1989 году она составляла около 200 м, в 1998 году — более 500 м; ноябрьское извержение 2004 года сопровождалось увеличением кальдеры до двух километров. Связан системой литосферных трещин с вулканами Лаки и Катла. Покрыт северо-западной частью ледника Ватнайёкюдль.
Периодичность извержений — от 3 до 10 лет. Последнее извержение началось 21 мая 2011 года.

## История извержений
За последние 100 лет зарегистрировано более 20 крупных извержений. Последние извержения Гримсвётна имели место в 1996, 1998, 2004 и 2011 годах. Подлёдные извержения приводят к интенсивному таянию льда и затоплению области талыми водами. Извержение 1996 года вызвало интенсивное таяние ледника, что привело к образованию потока с расходом воды от 200 до 300 тысяч м³/с. В ноябре 2004 года извержение сопровождалось массивным выбросом пепла, вследствие чего на несколько недель было парализовано авиационное сообщение с международными аэропортами Рейкьявик, Торсхавн и Акюрейри.

### Извержение 2011 года и его влияние на авиасообщение
21 мая 2011 года произошло ещё одно извержение вулкана Гримсвётн, при этом дым поднялся на высоту 20 км. Выброс пепла повлёк за собой массовые отмены авиарейсов в Исландии, на Британских островах (в частности, было закрыто авиасообщение над Шотландией), а также в Германии, на западе Норвегии и на северо-западе Дании.
Ирландская авиакомпания Ryanair назвала ограничения на полёты в связи с извержением вулкана Гримсвётн «необоснованными» и заявила о намерении опротестовать решения властей о запрете авиасообщения. Авиакомпания направила свой самолёт без пассажиров в запретную зону. Как сообщили представители авиаперевозчика, во время полёта пилоты «не наблюдали ни пепельных облаков, ни каких-либо других признаков наличия вулканического пепла в воздухе». По заявлению Ryanair, «на фюзеляже, крыльях или в двигателях лайнера частицы вулканической пыли и пепла обнаружены не были».